# Dorian Bylykbashi
Dorian Bylykbashi (Elbasan, 8 agosto 1980) è un ex calciatore albanese, di ruolo centrocampista.

## Carriera

### Club
Cresciuto nella squadra albanese dell'Elbasani, ha debuttato in prima squadra e quindi nella massima serie albanese (la Kategoria Superiore) nel 1997. Dopo aver giocato per 2 stagioni e mezza con i gialloblu nel gennaio del 2000 viene acquistato dal Vllaznia, qui vi rimane per una stagione e mezza prima di fare ritorno all'Elbasani nel luglio del 2001.
Dopo 2 stagioni lascia nuovamente l'Elbasani ma stavolta per accasarsi al Partizani Tirana, una delle squadre più forti del campionato albanese, che lo acquista per 25.000 euro. Col Partizani Tirana gioca 4 buone stagioni collezionando 94 presenze in campionato e segnando ben 41 reti giocando da centrocampista, attirando su di sé l'attenzione di alcune squadre di campionati più blasonati.

#### Kryvbas
Il 19 luglio 2006 viene acquistato dalla squadra ucraina del Kryvbas, militante nel massimo campionato ucraino, che versa nelle casse del Partizani Tirana 250.000 euro, ma gli ucraini lo lasciano in prestito sempre al Partizani fino al gennaio 2007 prima di portarlo in Ucraina.

### Nazionale
Ha giocato nella nazionale albanese Under-21.
Vanta 6 presenze nella nazionale maggiore albanese, collezionate dal 2006 al 2010.

## Statistiche

### Presenze e reti nei club
Statistiche aggiornate al 23 dicembre 2015.
| Stagione                | Squadra                 | Campionato              | Campionato | Campionato | Coppe nazionali | Coppe nazionali | Coppe nazionali | Coppe continentali | Coppe continentali | Coppe continentali | Altre coppe | Altre coppe | Altre coppe | Totale | Totale |
| Stagione                | Squadra                 | Comp                    | Pres       | Reti       | Comp            | Pres            | Reti            | Comp               | Pres               | Reti               | Comp        | Pres        | Reti        | Pres   | Reti   |
| ----------------------- | ----------------------- | ----------------------- | ---------- | ---------- | --------------- | --------------- | --------------- | ------------------ | ------------------ | ------------------ | ----------- | ----------- | ----------- | ------ | ------ |
| 1997-1998               | Elbasani                | KP                      | 12         | 3          | CA              | 0               | 0               | -                  | -                  | -                  | -           | -           | -           | 12     | 3      |
| 1998-1999               | Elbasani                | KS                      | 20         | 4          | CA              | 0               | 0               | -                  | -                  | -                  | -           | -           | -           | 20     | 4      |
| 1999-gen. 2000          | Elbasani                | KS                      | 13         | 2          | CA              | 0               | 0               | -                  | -                  | -                  | -           | -           | -           | 13     | 2      |
| gen.-giu. 2000          | Vllaznia                | KS                      | 10         | 7          | CA              | 0               | 0               | -                  | -                  | -                  | -           | -           | -           | 10     | 7      |
| 2000-2001               | Vllaznia                | KS                      | 24         | 5          | CA              | 0               | 0               | Int                | 2                  | 2                  | -           | -           | -           | 26     | 7      |
| Totale Vllaznia         | Totale Vllaznia         | Totale Vllaznia         | 34         | 12         |                 | 0               | 0               |                    | 2                  | 2                  |             | -           | -           | 36     | 14     |
| 2001-2002               | Elbasani                | KP                      | ?          | ?          | CA              | 0               | 0               | -                  | -                  | -                  | -           | -           | -           | 0+     | 0+     |
| 2002-2003               | Elbasani                | KS                      | 25         | 7          | CA              | 0               | 0               | -                  | -                  | -                  | -           | -           | -           | 25     | 7      |
| 2003-2004               | Partizani Tirana        | KS                      | 26         | 9          | CA              | 1               | 0               | -                  | -                  | -                  | -           | -           | -           | 27     | 9      |
| 2004-2005               | Partizani Tirana        | KS                      | 31         | 24         | CA              | 0               | 0               | CU                 | 4                  | 3                  | SA          | 1           | 1           | 36     | 28     |
| 2005-2006               | Partizani Tirana        | KS                      | 23         | 7          | CA              | 0               | 0               | -                  | -                  | -                  | -           | -           | -           | 23     | 7      |
| giu.-lug. 2006          | Partizani Tirana        | KS                      | 0          | 0          | CA              | 0               | 0               | Int                | 2                  | 1                  | -           | -           | -           | 2      | 1      |
| ago. 2006               | Elbasani                | KS                      | 0          | 0          | CA              | 0               | 0               | UCL                | 2                  | 0                  | SA          | 0           | 0           | 2      | 0      |
| 2006-gen. 2007          | Partizani Tirana        | KS                      | 14         | 1          | CA              | 0               | 0               | Int                | -                  | -                  | -           | -           | -           | 14     | 1      |
| gen.-giu. 2007          | Kryvbas                 | VL                      | 9          | 0          | CU              | 0               | 0               | -                  | -                  | -                  | -           | -           | -           | 9      | 0      |
| 2007-2008               | Kryvbas                 | VL                      | 29         | 7          | CU              | 0               | 0               | -                  | -                  | -                  | -           | -           | -           | 29     | 7      |
| 2008-2009               | Kryvbas                 | PL                      | 26         | 3          | CU              | 0               | 0               | -                  | -                  | -                  | -           | -           | -           | 26     | 3      |
| 2009-2010               | Kryvbas                 | PL                      | 15         | 1          | CU              | 0               | 0               | -                  | -                  | -                  | -           | -           | -           | 15     | 1      |
| 2010-gen. 2011          | Kryvbas                 | PL                      | 0          | 0          | CU              | 0               | 0               | -                  | -                  | -                  | -           | -           | -           | 0      | 0      |
| Totale Kryvbas          | Totale Kryvbas          | Totale Kryvbas          | 79         | 11         |                 | 0               | 0               |                    | -                  | -                  |             | -           | -           | 79     | 11     |
| gen.-giu. 2011          | Elbasani                | KS                      | 3          | 0          | CA              | 0               | 0               | -                  | -                  | -                  | -           | -           | -           | 3      | 0      |
| 2011-2012               | Elbasani                | KP                      | ?          | ?          | CA              | 0               | 0               | -                  | -                  | -                  | -           | -           | -           | 0+     | 0+     |
| 2012-2013               | Elbasani                | KP                      | 10         | 1          | CA              | 0               | 0               | -                  | -                  | -                  | -           | -           | -           | 10     | 1      |
| 2013-2014               | Elbasani                | KP                      | 15         | 3          | CA              | 0               | 0               | -                  | -                  | -                  | -           | -           | -           | 15     | 3      |
| 2014-gen. 2015          | Elbasani                | KS                      | 10         | 2          | CA              | 0               | 0               | -                  | -                  | -                  | -           | -           | -           | 10     | 2      |
| Totale Elbasani         | Totale Elbasani         | Totale Elbasani         | 108        | 22         |                 | 0               | 0               |                    | 2                  | 0                  |             | 0           | 0           | 110    | 22     |
| gen.-giu. 2015          | Partizani Tirana        | KS                      | 9          | 2          | CA              | 1               | 1               | -                  | -                  | -                  | -           | -           | -           | 10     | 3      |
| 2015-gen. 2016          | Partizani Tirana        | KS                      | 4          | 0          | CA              | 4               | 1               | UEL                | 1                  | 0                  | -           | -           | -           | 9      | 1      |
| Totale Partizani Tirana | Totale Partizani Tirana | Totale Partizani Tirana | 107        | 43         |                 | 6               | 2               |                    | 7                  | 4                  |             | 1           | 1           | 121    | 50     |
| Totale carriera         | Totale carriera         | Totale carriera         | 328        | 88         |                 | 6               | 2               |                    | 11                 | 6                  |             | 1           | 1           | 346    | 97     |

### Cronologia presenze e reti in Nazionale
| Cronologia completa delle presenze e delle reti in nazionale ― Albania | Cronologia completa delle presenze e delle reti in nazionale ― Albania | Cronologia completa delle presenze e delle reti in nazionale ― Albania | Cronologia completa delle presenze e delle reti in nazionale ― Albania | Cronologia completa delle presenze e delle reti in nazionale ― Albania | Cronologia completa delle presenze e delle reti in nazionale ― Albania | Cronologia completa delle presenze e delle reti in nazionale ― Albania | Cronologia completa delle presenze e delle reti in nazionale ― Albania |
| Data                                                                   | Città                                                                  | In casa                                                                | Risultato                                                              | Ospiti                                                                 | Competizione                                                           | Reti                                                                   | Note                                                                   |
| ---------------------------------------------------------------------- | ---------------------------------------------------------------------- | ---------------------------------------------------------------------- | ---------------------------------------------------------------------- | ---------------------------------------------------------------------- | ---------------------------------------------------------------------- | ---------------------------------------------------------------------- | ---------------------------------------------------------------------- |
| 1-3-2006                                                               | Tirana                                                                 | Albania                                                                | 1 – 2                                                                  | Lituania                                                               | Amichevole                                                             | -                                                                      | 46’                                                                    |
| 27-5-2008                                                              | Reutlingen                                                             | Albania                                                                | 0 – 1                                                                  | Polonia                                                                | Amichevole                                                             | -                                                                      | 80’                                                                    |
| 1-4-2009                                                               | Copenaghen                                                             | Danimarca                                                              | 3 – 0                                                                  | Albania                                                                | Qual. Mondiali 2010                                                    | -                                                                      | 82’                                                                    |
| 6-6-2009                                                               | Tirana                                                                 | Albania                                                                | 1 – 2                                                                  | Portogallo                                                             | Qual. Mondiali 2010                                                    | -                                                                      | 90+3’                                                                  |
| 10-6-2009                                                              | Tirana                                                                 | Albania                                                                | 1 – 1                                                                  | Georgia                                                                | Amichevole                                                             | -                                                                      | 46’                                                                    |
| 11-8-2010                                                              | Durazzo                                                                | Albania                                                                | 1 – 0                                                                  | Uzbekistan                                                             | Amichevole                                                             | -                                                                      | 59’                                                                    |
| Totale                                                                 |                                                                        | Presenze                                                               | 6                                                                      |                                                                        | Reti                                                                   | 0                                                                      |                                                                        |

## Palmarès

### Club

#### Competizioni nazionali
- Campionato albanese: 1

Vllaznia: 2000-2001
- Campionato albanese di Seconda divisione: 1

Elbasani: 2001-2002
- Coppa d'Albania: 1

Partizani Tirana: 2003-2004
- Supercoppa d'Albania: 1

Partizani Tirana: 2004

### Individuale
- Capocannoniere della Kategoria Superiore: 1

2004-2005 (24 reti)